# Krzysztof Kotorowski
Krzysztof Kotorowski, né le 12 septembre 1976 à Poznań, est un footballeur polonais. Il est gardien de but.

## Carrière
- 1996-2003 :  Dyskobolia
- 2003 :  Błękitni Stargard Szczeciński
- 2004-2016 :  Lech Poznań

### Palmarès
- Champion de Pologne : 2010, 2015
- Vice-champion de Pologne : 2003
- Vainqueur de la Coupe de Pologne : 2009